# Johann Friedrich Wilhelm Moritz von Romberg
Johann Friedrich Wilhelm Moritz Freiherr von Romberg (* 1724 auf Schloss Brünninghausen; † 1792 in Wesel) war ein preußischer Generalleutnant, Chef des gleichnamigen Infanterieregiments und Kommandant der Zitadelle Wesel.

## Leben

### Herkunft
Seine Familie stammt aus der Grafschaft Mark. Er war der Sohn von Konrad Stephan Freiherr von Romberg (1691–1755), Erbherr auf Brünninghausen, Bladendorf, Landdrost von Lünen und Hörde sowie Direktor der Ritterschaft der Grafschaft Mark. Seine Mutter war Mechtel Matia Christine von Botlenberg genannt Kessel (1700–1771). Der spätere Generalmajor Friedrich Gisbert Wilhelm von Romberg (1729–1809) war sein Bruder, Gisbert von Romberg war der Sohn seines Bruders Kaspar Adolf (1721–1795).

### Militärkarriere
Romberg kam zur Preußischen Armee und wurde am 18. April 1742 Fähnrich im Infanterieregiment „von Anhalt-Zerbst“. Ein Jahr später wurde er Sekondeleutnant und Mitte Oktober 1753 Premierleutnant. Im Jahr 1756 wurde er Generaladjutant von General von Jungken. Am 4. Mai 1759 folgte seine Ernennung zum Kompaniechef und am 20. April 1763 die Beförderung zum Major. Im Mai 1773 wurde er Oberstleutnant und am 1. September 1780 Oberst sowie Kommandeur des Infanterieregiments „Budberg“. Mit der Beförderung zum Generalmajor am 22. Mai 1785 ernannte ihn der König zum Chef des Infanterieregiments „Schottenstein“ in Königsberg.
Im Januar 1789 nahm Romberg wegen einer Gesichtslähmung seinen Abschied und erhielt die Stelle als Kommandant von Wesel. 1788/89 organisierte er die Einrichtung von Freiwilligenwerbestellen für Rekruten aus den werbefreien Distrikten der Herzogtümer Kleve und Moers sowie dem preußischen Teil von Geldern. Im September 1790 wurde er zum Generalleutnant ernannt.

### Familie
Romberg war seit dem 16. Oktober 1757 mit Friderike Christiane Volpertine Luise von Jungken (1742–1807) verheiratet. Sie war die Tochter von Martin Eberhard von Jungkenn und Eleonore Magdalena Juliane von Vohenstein zu Adelsmannsfelden.
Mit seiner Ehefrau hatte er verschiedene Kinder, darunter:
- Frederike Johanna Margarete ⚭ Anton Nikolaus Franz von Vely  {\displaystyle \rightarrow } Linie Vely-Jungkenn
- Wilhelm Bernhard Friedrich (1775–1831) ⚭ Susanna Catharina Eickel (1776–1834)